# Mamut (együttes)
A Mamut egy magyar heavy metal együttes, melyet 2006-ban alapított Molics Zsolt énekes és Ángyán Tamás gitáros, a Sámán volt tagjai. Egyetlen albumuk 2007 októberében jelent meg Mamut címmel.

## Az együttes tagjai
- Molics Zsolt - ének
- Ángyán Tamás - szólógitár
- Koncz "Bonca" Tibor - basszusgitár
- Hornyák Balázs - dob
- Kőrösi Zsolt - billentyű

## Külső hivatkozások
- Mamut honlap
- Ángyán Tamás
- Molicsrock